# 敕愿寺 (乌兰巴托)
敕愿寺，蒙古语称丹巴达尔佳寺（羅馬化：Dambadarjaa Khiid）是蒙古国乌兰巴托苏赫巴托尔区的一座藏传佛教寺院。

## 历史
该寺位于乌兰巴托东北郊。始建于1765年。（一说始建于1761年）1758年，第二世哲布尊丹巴圆寂。在其圆寂后，清廷安置了其丧事，并且颁诏表彰其功绩。其龛座初供在库伦。乾隆三十年（1765年），乾隆帝拨库银兴建敕愿寺，以祀之。乾隆四十三年（1778年），该寺建成，其舍利塔被迁至该寺。该寺在设计上与庆宁寺类似。寺内拥有大量庙宇以及多达1500名喇嘛（一说鼎盛时期该寺曾有1200名喇嘛）。
1934年，该寺被蒙古人民共和国关闭，107位该寺的喇嘛被处决（一说该寺关闭时间为1930年）。该寺大量建筑被摧毁，只有措钦独贡（trogchin dugan，即措钦大殿，意为“集会殿”）、钟楼、鼓楼、拉章（labran）、东庙（zuun süm）等建筑幸存。蒙古实现民主化之后，该寺重开。如今，该寺仅有30座小殿获得修复，其他殿宇和房舍仍旧是废墟。